# El Zapote, Ahualulco
El Zapote är en ort i Mexiko.   Den ligger i kommunen Ahualulco och delstaten San Luis Potosí, i den centrala delen av landet, 400 km nordväst om huvudstaden Mexico City. El Zapote ligger 1 854 meter över havet och antalet invånare är 636.
Terrängen runt El Zapote är kuperad åt nordväst, men åt sydost är den platt. Runt El Zapote är det tätbefolkat, med 591 invånare per kvadratkilometer. Närmaste större samhälle är Ahualulco, 8,5 km sydväst om El Zapote. Omgivningarna runt El Zapote är i huvudsak ett öppet busklandskap.